# Матчи сборной Польши по футболу 1927
В 1927 году сборная Польши провела один товарищеский матч, завершившийся со счётом 3:3.
1927 год ознаменовался большим скандалом в польском футболе. Руководители 14 сильнейших клубов Польши и примкнувшая к ним краковская Ютженка, своим решением создали польскую лигу, чтобы увеличить число матчей чемпионата и поднять доходы клубов. PZPN и оставшаяся верной ему Краковия, обратились к ФИФА за помощью против клубов, но судебную борьбу проиграли.
15 команд разыграли чемпионат, заполняя трибуны и доказав его состоятельность. В конце чемпионата к нему со следующего сезона присоединилась и Краковия.
18 декабря 1927 года PZPN признала чемпионат.
Всё это привело к малому числу матчей сборной в этом году.
Бомбардиры сборной Польши в 1927 году:
- Юзеф Калюжа — 1 гол;
- Кароль Пазурек[пол.] — 1 гол;
- Станислав Войчик[пол.] — 1 гол.

## Матч № 28
Товарищеский матч
| Румыния                                 | 3:3  | Польша                                                      |
| Иштван Ауэр 12′, 60′ · Михай Танцер 38′ | Голы | Юзеф Калюжа 52′ · Кароль Пазурек 64′ · Станислав Войчик 76′ |

| | Составы  | | |
| Иоон Кисс, Адальберт Штейнер, Йосиф Магуры, Иоан Теслер, Емерих Фогль, Алесандру Геллер, Михай Танцер, Аурель Гуга, Рудольф Ветцер, Иштван Ауэр, Штефан Барбу |          | Стефан Киселиньский, Эдвард Билл, Францишек Заставняк, Александр Кахане, Тадеуш Заставняк, Станислав Войчик, Кароль Пазурек, Юзеф Калюжа, Эдвард Конечный, Станислав Птак, Павел Любина | Стефан Киселиньский, Эдвард Билл, Францишек Заставняк, Александр Кахане, Тадеуш Заставняк, Станислав Войчик, Кароль Пазурек, Юзеф Калюжа, Эдвард Конечный, Станислав Птак, Павел Любина |
| | Запасные | Казимеж Сейхтэр | Казимеж Сейхтэр |